# نادوكسولول
نادوكسولول وهو أحد حاصرات المستقبل بيتا الودي.